# 硫酸镤(V)
硫酸镤(V)是一种无机化合物，化学式为H3PaO(SO4)3。

## 制备及性质
H3PaO(SO4)3可由含五价镤的硫酸-氢氟酸溶液蒸发，待氟化氢蒸去后得到。该化合物在真空中加热，375-400 °C得到HPaO(SO4)2，525 °C得到HPaO2SO4，最终于600 °C生成Pa2O5。

## 相关化合物
简单的硫酸盐尚属未知，而PaF2SO4·H2O混合阴离子盐是已知的，该硫酸盐中镤的化合价为+4价。